# Ucacha
Ucacha es una localidad situada en el centro sur de la provincia de Córdoba, Argentina, en el departamento Juárez Celman. Se encuentra en la Pampa húmeda, a 250 km de la capital provincial Córdoba y surgió en 1901 como estación de FFCC del Ferrocarril Central Argentino.
El 28 de noviembre de 1901, el Ministerio de Obras Públicas de la Nación nombró Ucacha a la estación del "km 195" del ramal Firmat–Río Cuarto.
Es un territorio rico por su fertilidad de la región de la Pampa Húmeda, teniendo así la posibilidad de una agricultura y una ganadería extensivas. En el rubro agrícola se destacan sus producciones de trigo, maíz, soja, girasol; ganadería  vacuna. En la actualidad y desde hace unos años, la soja es el cultivo de mayor preponderancia en la zona. Las zonas que se han mantenido al resguardo de la agricultura y ganadería corresponden a montes y lagunas.
La población de Ucacha se ha ido conformando desde mediados del siglo XIX hasta el primer tercio del siglo XX,  producto de la unión entre los gauchos y aborígenes que ya poblaban la tierra con los inmigrantes mediterráneos, principalmente españoles e italianos.

## Vínculos por carretera

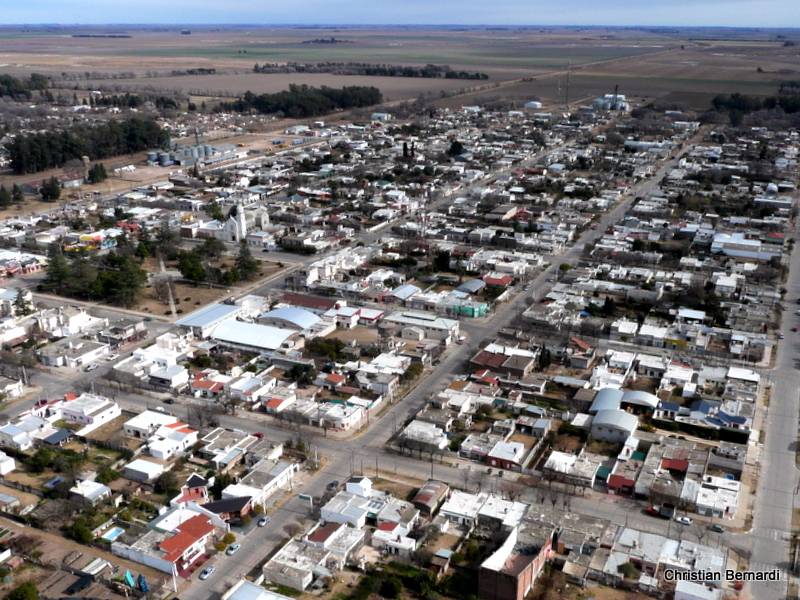
Vista aérea de Ucacha.

Ucacha está relacionada con el resto del país mediante la ruta provincial RP 11 y un ramal de FFCC. A través de la RP 11 se conecta con Villa María entroncando por la RP 4 o por varios caminos vecinales, y con Río Cuarto por la Ruta Nacional RN 158.

## Toponimia
Se cree que la palabra "Ucacha" es una deformación de "Ucucha", cacique que habitó la zona a principios del siglo XVIII. Este vocablo proviene del quechua, que según el lingüista Domingo Bravo se traduce como ‘laucha, ratón pequeño’ o ‘ratero, ladrón de cosas pequeñas’ y podría representar alguna característica física o social del cacique, ya que generalmente los pueblos originarios utilizaban estos apelativos para identificarse. 

## Historia

### Originarios
- En octubre de 1707, indios serranos de tierra adentro y araucanos chilenos se defienden y matan al capitán Antonio de Garay y a su partida compuesta por nueve hombres, mientras arreaban ganado cimarrón en las proximidades de las sierras pampeanas, al extremo sur de la provincia de Córdoba. Informado de esto, el Cabildo de la ciudad de Córdoba, en su deber de guardián de frontera y ante el temor por la propagación de estos hechos en su territorio, decide enviar una partida militar al sur cordobés para investigarlo. Además, la zona comprendida entre los ríos Tercero y Cuarto era vital para la economía, el tráfico y el comercio entre las provincias del Paraguay y Tucumán, el Río de la Plata, la provincia de Cuyo y el reino de Chile, por lo cual era fundamental mantener buenas relaciones con los originarios del lugar.

- 1708, el teniente José Cabrera y Velazco, descendiente directo del fundador Jerónimo Luis de Cabrera, partió a las tierras del Cuarto (así denominaban los realistas el territorio comprendido desde el río Tercero hacia el sur), donde se entrevistó con varios caciques pampas.

- 11 de mayo de 1708, al sur del arroyo Tegua y a orillas de una laguna, Cabrera y Velazco se encuentra con las tolderías del cacique Chichée Ucucha. Según el expediente escrito de puño y letra por el mismo Cabrera “en este paraje se hallan unos 15 toldos pertenecientes a la familia de Ucucha que se compone de 38 indios, desde la edad de 16 años hasta 48 y otras tantas mujeres parideras, todos sujetos al hijo de Ucucha, y a un hermano suyo, llamado Chincha Ucucha”. En estas reuniones los caciques pampas le adjudicaron a sus pares de tierra adentro, no solo aquel asesinato del capitán Garay, sino también otras fechorías. Estas confesiones produjeron en los indios serranos un sentimiento de venganza que con los años le costaría la vida a muchos pampas, ya que en 1726 unos 300 indios de tierra adentro traspasaron los límites del río Cuarto y en cercanías del arroyo Carnerillo cargaron contra un resguardo de indios pampas en el cual, entre otros, resulta muerto Chincha Ucucha.

Acosados por los indios de tierra adentro y por la colonización, los pampas de la zona del río Cuarto pasaron a formar parte de una reducción de indios, que los padres franciscanos tenían a orillas de éste, en el paraje El Espinillo (actualmente la localidad de Reducción). La familia de Ucucha pasa casi 30 años en esta reducción franciscana hasta su disolución, a finales del siglo XIII. A partir de allí la historia de la familia Ucucha se pierde, y es muy probable que este clan se haya ido hacia el sur, en busca de recuperar la libertad perdida.

### Antiguos caseríos en la zona
- 1778, según el censo poblacional (Archivo Histórico de la Provincia), la zona de Ucacha estuvo habitada por residentes permanentes por lo menos desde 1778. Estos pequeños caseríos, compuestos por un par de ranchos cada uno, se encontraban en los parajes La Leoncita y Monte de San Juan y sus moradores eran familias de españoles o sus hijos, que se dedicaban a la cría de ganado. Además, estos ranchos eran postas en los viajes que se dirigían a la Villa de la Concepción (Río Cuarto) o Punta del Sauce (La Carlota).

A mediados del siglo XIX y ante el recrudecimiento de la lucha interétnica, estos y otros caseríos de la zona quedaron casi despoblados. Para su defensa, el gobierno provincial adiciona una nueva línea de fortines a los que ya existían sobre las márgenes del río Cuarto. Esta segunda línea de frontera se instaló a la altura del arroyo Chucul y, entre otros, se emplazó allí el Fortín Ludueña que contaba con un reducido cuerpo de caballería y se encontraba un par de leguas al norte de Ucacha, en lo que hoy se denomina Estancia El Barrial o Fortín Felipia. Fue creada a partir de una misiva del comandante de frontera don Pedro Oyarzábal en la cual se le ordena al teniente coronel Francisco Rapela que “reciba e instruya una fuerza militar para ponerla en el paraje Felipia o en la Laguna La Felipa (actualmente esta laguna forma parte de la Reserva Provincial de Flora y Fauna Laguna la Felipa), que se halla inmediata, siendo posible, prohibir a los soldados entre otras cosas, la embriaguez, los naipes y la taba”.
Luego de que la frontera pasara nuevamente más al sur, este fortín se disuelve y no se conservan restos materiales.

### Originarios e inmigrantes
Finalizada la Campaña del Desierto y con ella el exterminio casi total de los pueblos originarios, el FF.CC. fue la carta de presentación del mundo capitalista en la pampa cordobesa. El tendido de cientos de kilómetros de vías férreas, en territorios ex dominio del originario, significó un quiebre histórico en la región no sólo desde el punto de vista económico–comercial, sino también social y demográfico.
El ferrocarril como medio de transporte, además de trasladar el fruto de las cosechas hacia los centros urbanos y puertos de embarque, trajo consigo miles de inmigrantes, especialmente italianos y españoles, que llegaron a estas feraces tierras, con el propósito de trocar en realidad el sueño que traían desde Europa de “hacerse la América”. Estos extranjeros se instalaron en colonias agrícolas, a la vera de las estaciones de FF.CC. y junto a los antiguos gauchos alzados, viejos soldados y originarios más o menos adaptados, levantaron pueblos de lo que se bautizó como Pampa Gringa. Si bien son numerosos los pueblos que tienen estos rasgos comunes en sus orígenes, la centenaria localidad de Ucacha, desde su nombre conmemora a un pueblo originario vencido en el campo de batalla, y arrasadas su identidad, religión, lengua y cultura. Con esto, la palabra Ucacha se carga de significado y es, además del nombre de una localidad, el símbolo de una lengua y de un pueblo originario que se resisten al olvido.
Fuente: Ucacha, un indio un pueblo.
Autor Diego Julio Ludueña - Edición independiente - Ucacha, noviembre de 2001

## Instituciones deportivas y sociales
- Club Atlético Atenas
- Club San Martín
- Club JORGE NEWBERY C. S. y D.
- Club de Caza y Pesca Alas Coloradas
- Aero Club
- Sociedad Italiana 20 de Septiembre

## Geografía

### Población
Cuenta con 5808 habitantes (Indec, 2022), lo que representa un incremento del 11,6% frente a los 5136 habitantes (Indec, 2010) del censo anterior.
| Gráfica de evolución demográfica de Ucacha entre 1991 y 2022 |
|                                                              |
| Fuente: Censos nacionales del INDEC                          |

### Clima
Su clima es templado. Tº media de 18 - 22 °C

### Laguna La Felipa
En 1986 por Ley Provincial se declaró Reserva Natural de Fauna a la Laguna La Felipa y su entorno circundante, con un total de 1307 ha. Esta laguna se encuentra a 17 km al sur de la localidad y constituye un humedal pampeano, refugio de aves autóctonas.(Córdoba)
Esta laguna se encuentra a 17 kilómetros de Ucacha, sobre la ruta provincial 11, en el departamento Juárez Celman, cuenta con 1300 ha y es una reserva natural por la riqueza de su fauna, que resguarda a muchas especies en extinción.
El área está ubicada en el centro sur de la provincia de Córdoba. El paisaje es agrícola-ganadero conteniendo un sistema de lagunas alimentado fundamentalmente por el Arroyo Chucul y en menor grado por infiltraciones subterráneas. El relieve es ondulado y se observan al menos 10 lagunas principales que son de carácter permanente (Alas Coloradas, El Toro, Los Troncos, Anchorena, Las Piedras, La Felipa, La Berri, Pagliero, De Aguerre y Del Muerto). Las lagunas se alternan con bajos inundados periódicamente o algunos bañados que poseen agua permanente.

#### Figuras de protección
De las 30.000 ha consideradas en la delimitación de este AICA tan sólo 1.307 ha están declaradas por la provincia de Córdoba como Reserva Natural de Fauna Laguna La Felipa desde 1986.

#### Problemas de conservación
Es una muestra interesante de ambientes pampeanos que incluyen pastizales en considerable estado de conservación. Probablemente su mayor amenaza es la falta de conectividad e insularización como consecuencia de la creciente actividad agropecuaria. Algunas especies exóticas como la acacia negra (Gleditsia triacanthos) se encuentran bien establecidas en él área, mereciendo especial atención el desarrollo de métodos para su control. Asimismo, sería conveniente reforzar los controles sobre actividades cinegéticas y continuar los esfuerzos por establecer una relación continua con los clubes de caza y pesca regionales.
Esta reserva recibe unos 2250 visitantes por año. Es administrado por directivos de áreas Naturales, subsecretarios de Desarrollo Agropecuario y ministro de Agricultura, Ganadería y Recursos Renovables.

### Fauna
Entre los animales de esta zona podemos encontrar:
•	Mamíferos: zorro gris de la pampa, hurones, gato de las pajas, pumas, chancho de monte, zorrinos, peludos, coypos o falsa nutria, cuices.
•	Aves: cisnes cuellos negro, gansos blancos, patos de varias especies, perdices chicas, alas coloradas, caranchos, chimangos, teros, pirinchos, cotorras, golondrinas, etc.
•	Reptiles: yarará grande o víbora de la cruz, culebra verde, culebra listada, culebra de agua o verdiamarilla.
•	Anfíbios: rana criolla, sapo común, escuerzo.
•	Peces: tarariras, bagres, carpas, sábalos y mojarras
El área es importante para las aves acuáticas a nivel regional. Se han registrado hasta 15 especies de patos (Anatidae) con importantes números de individuos. Se ha observado entre ellos una especie globalmente amenazada, el pato de anteojos (Speculanas specularis). Los cuervillos de cañada (Plegadis chihi) y gaviotas capucho café (Chroicocephalus maculipennis) alcanzan números superiores a los 5.000 individuos cada uno. Se registraron también hasta 200 macá plateado (Podiceps occipitalis). Los flamencos son escasos aunque, además del flamenco austral (Phoenicopterus chilensis), se ha registrado la presencia de la parina grande(Phoenicopterus andinus). Las rapaces de áreas abiertas es otro grupo bien representado, siendo un área de invernada regular del aguilucho langostero (Buteo swainsoni).

### Flora
•	Árboles autóctonos: caldén, algarrobo, chañar, cina cina.
•	Árboles introducidos: eucaliptus, paraísos, acacia negra y blanca.
•	Especies acuáticas: totoras, juncos, y espadaña además lenteja de agua.
•	Pastizales: Pelo de chancho, espartillo, aibes.

## Parroquias de la Iglesia católica en Ucacha
| Diócesis  | Villa de la Concepción del Río Cuarto |
| --------- | ------------------------------------- |
| Parroquia | Nuestra Señora del Rosario            |
| Capilla   | Sagrado Corazón de Jesús - Barrio Sur |